# Jana Borodina
Jana Borodina (ur. 21 kwietnia 1992) – rosyjska lekkoatletka specjalizująca się w trójskoku.
Nie udało jej się awansować do finału rozegranych w 2008 roku w Bydgoszczy mistrzostw świata juniorów. Pierwszy sukces międzynarodowy odniosła w kolejnym sezonie kiedy to zdobyła mistrzostwo świata juniorów młodszych. Także 2009 była też finalistką festiwalu młodzieży i wygrała gimnazjadę. W 2010 ponownie nie awansowała do finału juniorskich mistrzostw świata. Rosjanka zdobyła złoty medal mistrzostw Europy juniorów w Tallinnie (2011). W 2012 została brązową medalistką mistrzostw Europy.
Rekordy życiowe: stadion – 14,41 (27 maja 2012, Soczi); hala – 14,22 (24 lutego 2012, Moskwa). 

## Osiągnięcia
| Rok  | Impreza                                    | Miejsce          | Lokata            | Wynik |
| ---- | ------------------------------------------ | ---------------- | ----------------- | ----- |
| 2008 | Mistrzostwa świata juniorów                | Bydgoszcz        | el. – 22. miejsce | 12,51 |
| 2009 | Mistrzostwa świata juniorów młodszych      | Tyrol Południowy | 1. miejsce        | 13,63 |
| 2009 | Letni olimpijski festiwal młodzieży Europy | Tampere          | 9. miejsce        | 12,36 |
| 2009 | Gimnazjada                                 | Doha             | 1. miejsce        | 12,98 |
| 2010 | Mistrzostwa świata juniorów                | Moncton          | el. – 13. miejsce | 12,85 |
| 2011 | Mistrzostwa Europy juniorów                | Tallinn          | 1. miejsce        | 14,00 |
| 2012 | Mistrzostwa Europy                         | Helsinki         | 3. miejsce        | 14,36 |
| 2013 | Młodzieżowe mistrzostwa Europy             | Tampere          | 5. miejsce        | 13,45 |